# Ferrari 308
De Ferrari 308 GTB, de gelijkaardige 208 en de latere 328
waren modellen van de Italiaanse sportwagenfabrikant Ferrari. Ze vormden de achtcilinderklasse van het modellengamma van het merk. De 308 verving in 1975 de 246 Dino en werd in 1985 gefacelift en opgevoerd tot 328.
In 1989 werd het model vervangen door de Ferrari 348.
De 208 was een 308 met een verlaagde cilinderinhoud. Deze versie werd om fiscale redenen gemaakt en om diezelfde reden ook in een beperkt aantal landen verkocht.

## 308 GTB
De 308 GTB is een echte klassieke Ferrari. Meer dan 12.000 stuks werden van het model gebouwd. De 308 kwam in 2004 op de vijfde plaats terecht van de Top sportwagens van de jaren 70-lijst van Sports Car International.
De 308 werd door Pininfarina getekend en voorgesteld op de Autosalon van Parijs in 1975 als uitbreiding op de Dino 308 GT4. De 308 GTB was een strikte tweezitter met agressieve lijnen en werd al de mooiste Ferrari genoemd.
Tot 1977 werden meer dan 800 exemplaren met een koetswerk van glasvezelversterkte kunststof gebouwd. Daarna werd de 308 met een stalen koetswerk gefabriceerd. Daarbij werd alleen de Europese uitvoering de 308 GTB geleverd met de dry sump motor.
Verder is de 308 GTB mechanisch, m.u.v. de dry sump smering, gelijk aan de GT4, die zelf veel van de 206 Dino had overgenomen. Zo hebben al deze modellen een buizenframe en onafhankelijke wielophanging.

## 308 GTS
De 308 GTS is de variant met Targa-dak. Deze versie werd in 1977 geïntroduceerd en er werden 3219 stuks van gebouwd. Technisch was hij vrijwel identiek aan de 308 GTB. Grootste verschil was het ontbreken van de dry sump motor. In de GTS versie is deze nooit geleverd. In 1981 werd hiervan ook de 308 GTSi afgeleid.
Deze had een Bosch Digiplex-injectiesysteem en had een lager vermogen van 205 pk.
Tot 1982 werden hiervan 1749 exemplaren gemaakt. Eveneens werden 494 stuks gemaakt met gesloten koetswerk die GTBi heetten.
Na de GTSi werd de GTS QV geïntroduceerd. QV staat voor quattro valvole, of vier kleppen (per cilinder). Daardoor had deze auto iets meer vermogen. 3042 exemplaren werden geassembleerd, samen met 748 gesloten GTB QV's.

## 208 GTB/GTS
Van 1980 tot 1985 werd ook een versie met verlaagd vermogen gemaakt.
De cilinderinhoud werd teruggebracht tot 2 L. Deze motor is de kleinste V8 die ooit gemaakt werd. Het vermogen liep hiermee terug tot 155 pk wat aan de lage kant was voor een Ferrari.
De 208 GTB en -GTS bestonden enkel om fiscale redenen en waren voornamelijk enkel voor de Italiaanse markt bestemd. Het model werd ook in Nieuw-Zeeland verkocht omwille van de daar bestaande belasting op motoren groter dan 2 L. 140 GTB's en 160 GTS werden geproduceerd.
In 1982 werd het vermogen van de 208 GTB opgetrokken door gebruik te maken van
turbo en brandstofinjectie. In 1983 gebeurde hetzelfde met de 208 GTS. Tot 1985 werden 437 van deze GTB turbo's en 250 GTS turbo's gebouwd.

## 328 GTB
In 1985 werd de motor uitgeboord tot 3,2 l waardoor het vermogen steeg naar 270 pk en de topsnelheid tot 269 km/u. Van de 328 GTB werden 1344 exemplaren geproduceerd. Uiterlijke verschillen met de 308 zijn de nieuwe bumper met speciale lichten, beiden in Testarossa stijl. Ook werden vanaf de 328 de bumpers meegespoten in de kleur van de auto. Later kwam ook een versie met ABS, te herkennen aan de ronding in de achterste velgen.
De 328 is de laatste Ferrari gemaakt onder Enzo Ferrari.

## 328 GTS
De 328 GTS is de variant van de 328 met Targa-dak. Technisch was deze auto gelijk aan de 328 GTB. Er werden 6068 stuks van gebouwd.